# Maui-Delfin
Der Maui-Delfin (Cephalorhynchus hectori maui,  auch Popoto (maorisch)) ist einer der seltensten und kleinsten Vertreter aus der Familie der Delfine und akut vom Aussterben bedroht. Nach aktuellen Schätzungen leben nur noch etwa 55 erwachsene Tiere. Der Maui-Delfin wird gegenwärtig als Unterart des Hector-Delfins – der einzigen endemischen Wal-Art Neuseelands – angesehen.

## Verbreitung
Maui-Delfine wurden bislang nur an der Westküste der neuseeländischen Nordinsel beobachtet. Sie halten sich in flachen Gewässern auf (nicht tiefer als 20 Meter) und entfernen sich selten weit von der Küste.

## Merkmale
Maui-Delfine sind zwischen 1,2 und 1,4 Metern groß und erreichen ein Gewicht von bis zu 50 Kilogramm. Das Höchstalter liegt bei etwa 20 Jahren. Die Körperseiten und der Rücken sind hellgrau, die Unterseite ist heller, bis hin zu Weiß. Rücken- und Schwanzflosse sind Schwarz, zudem gibt es zwischen Atemöffnung und Augen ein ebenfalls schwarzes Mal.

## Tierschutz & Verbreitung

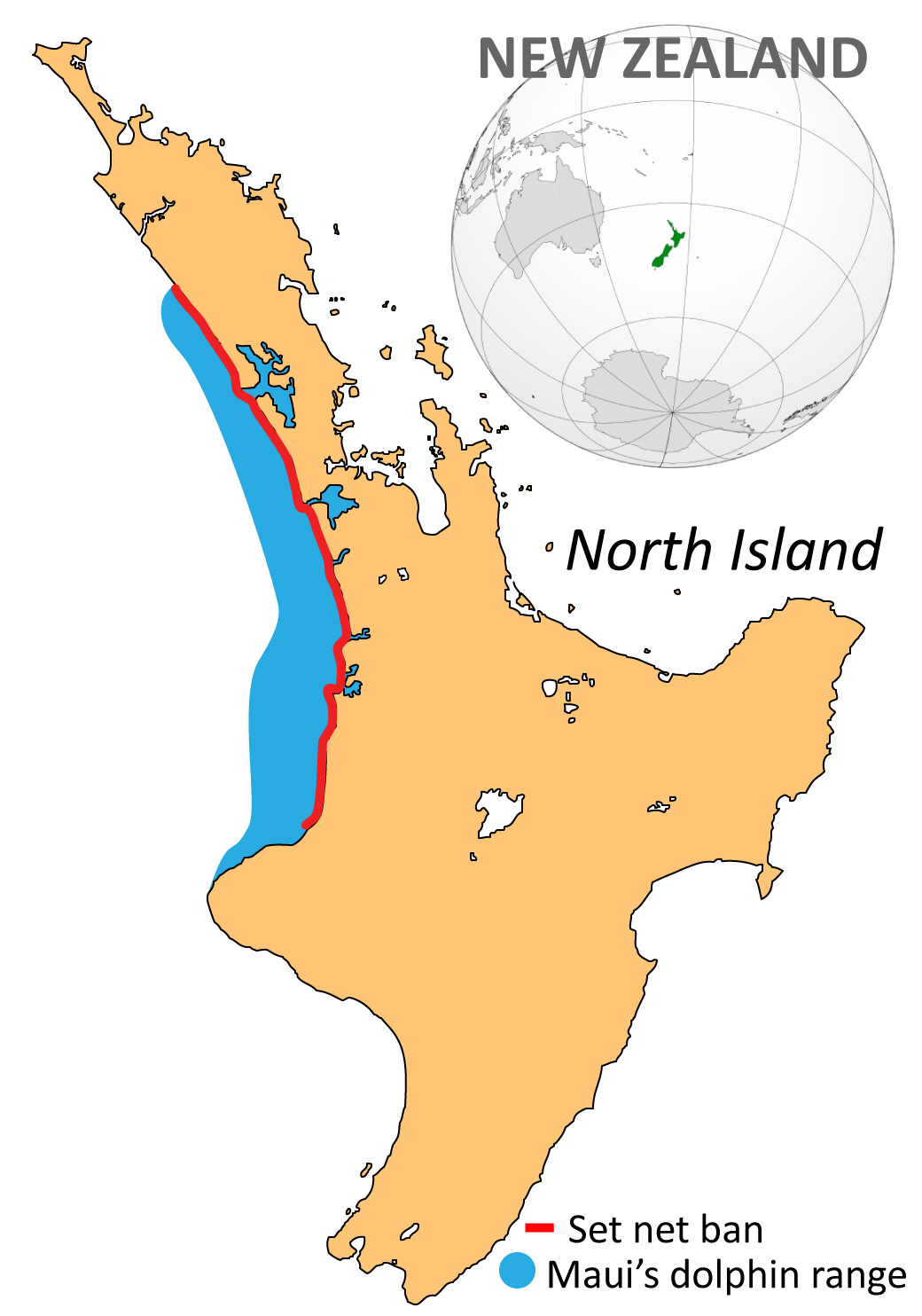
Lebensraum an der Nordinsel (in Blau markiert; mit Rot für das Gebiet, in dem Fischerei gesetzlich limitiert ist).

Die IUCN listet den Maui-Delfin als vom Aussterben bedroht. Noch in den 1970er-Jahren lebten rund 2000 Exemplare. Der Minister für Energie und Rohstoffe Simon Bridges gab im April 2014 ein 3.000 Quadratkilometer großes Gebiet für die Erdölgewinnung frei, das Verbreitungsgebiet der Maui-Delfine ist damit nicht länger vollständig geschützt. Zum Wahljahr in Neuseeland forderte der WWF mit einer Sammlung von 55.000 Unterschriften die für das Repräsentantenhaus (Wahlen im September 2014) kandidierenden Politiker zum verstärkten Schutz der Spezies auf. Der NABU International meldete 2016, dass die Zahl der Maui-Delfine nach ihren Berechnungen auf 42 Individuen gesunken ist. Darunter seien zehn fortpflanzungsfähige Weibchen. Im Februar 2017 wurde in der Fachzeitschrift Science von einer Zählung der University of Auckland berichtet, der zufolge der Bestand im Jahr 2016 noch 63 Individuen betragen habe; zwei vorhergegangene Zählungen hatten 69 und 55 Exemplare identifiziert.
2019 forderte die Meeresschutzorganisation Sea Shepherd die zuständigen Behörden, in den USA, dazu auf den Import von neuseeländischen Fischereierzeugnissen, welche das Überleben der Maui-Delfine gefährdeten, zu verbieten. Grundlage dafür sollte der Marine Mammal Protection Act, ein Gesetz das darauf abzielt den Beifang an Meeressäugern weltweit und nicht nur in den USA zu reduzieren, sein. Die Petition wurde abgelehnt. Daraufhin reichte Sea Shepherd, im Mai 2020,  Klage gegen die entsprechenden Behörden ein, da diese es verabsäumt hätten die gesetzlichen Vorgaben umzusetzen.

## Systematik
Die Maui-Delfine gehören zu den Hector-Delfinen (Cephalorhynchus hectori). Genetische Unterschiede und der geringe Genfluss zwischen ihnen und den vor allem im Küstengebiet rund um die neuseeländische Südinsel vorkommende Hauptpopulation der Hector-Delfine führten dazu, dass sie 2002 als Unterart Cephalorhynchus hectori maui von der Nominatform abgetrennt wurde.